# Дмитрієвська Слобода
Дмитриевская Слобода (рос. Дмитриевская Слобода) — село, підпорядкований місту Мурому Владимирської області Російської Федерації.
Населення становить 1381 особу (2010).

## Історія
Село розташоване на землях фіно-угорських народів муроми та мещери.
Згідно із законом від 13 травня 2005 року увійшло до складу муніципального утворення місто Муром.

## Населення
| 1859 | 1897  | 1905 | 1926  | 2002  | 2010  |
| ---- | ----- | ---- | ----- | ----- | ----- |
| 695  | ↗1681 | ↘982 | ↗1628 | ↘1263 | ↗1381 |